# Olaf Holtedahl

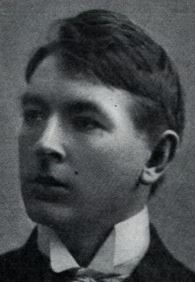
Olaf Holtedahl (ca. 1911)

Olaf Holtedahl (* 24. Juni 1885 in Oslo; † 26. August 1975) war ein norwegischer Geologe.

## Leben
Holtedahl studierte ab 1903 Naturwissenschaften in Oslo mit Schwerpunkt Geologie. Er war zu Auslandsaufenthalten in Deutschland, Russland und den USA (Yale University), wurde 1913 in Oslo promoviert und war ab 1914 außerordentlicher Professor und ab 1920 bis zu seiner Emeritierung 1956 Professor für Geologie an der Universität Oslo.  1909 bis 1911 nahm er an einer Expedition nach Spitzbergen teil, 1914 bis 1917 betrieb er geologische Feldstudien in Lappland und 1918 auf der Bäreninsel. 1919 bis 1921 leitete er eine norwegische Expedition nach Nowaja Semlja und 1927/28 war er mit Lars Christensen auf einer Antarktis-Expedition, auf der er geologische Untersuchungen in Süd-Shetland, Südgeorgien und Graham Land durchführte. Während der Besetzung Norwegens im Zweiten Weltkrieg war er Vorsitzender der Professorenvereinigung, die 1941 ein Protestschreiben an den Reichskommissar Josef Terboven schickte.
Holtedahl war eine prominente Persönlichkeit in der norwegischen Geologie. Er war vom Polarforscher Fridtjof Nansen inspiriert (der wiederum Holtedahl förderte) und widmete sich neben der Geologie Norwegens auch der der Arktis und Antarktis. Seine Dissertation war den Ablagerungen des Karbons im westlichen Spitzbergen (unter anderem Kohle) gewidmet. Neben wissenschaftlichen Werken schrieb er auch populärwissenschaftliche Werke.
1940 veröffentlichte er eine detaillierte Karte der Meeresgebiete vor Norwegen (Dybdekart over de norske kystfarvann med tilgrensende havstrøk, 1:400.000 und 1:600.000), die auch die Fortsetzung von Gletschertälern im Meer zeigten. Seine marinen Untersuchungen wurden von seinem Sohn Hans Holtedahl fortgesetzt. Er veröffentlichte auch 1952 (und 1966) eine geologische Karte von Oslo und Umgebung im Maßstab 1:50.000 (mit J.A. Dons) und 1930 (erschienen in Gotha) eine geologische Karte der Arktis und angrenzender Gebiete im Maßstab 1:20 Millionen.
1951 erhielt er die Wollaston-Medaille der Geological Society of London und außerdem die Andrée-Medaille, die Gunnerus-Medaille und die Leopold-von-Buch-Plakette. 1951 wurde er Kommandeur des Sankt-Olav-Ordens. Er war Ritter des schwedischen Nordstern-Ordens und Fellow der Royal Society sowie Ehrenmitglied (Honorary Fellow) der Royal Society of Edinburgh und assoziiertes Mitglied der Académie royale des Sciences, des Lettres et des Beaux-Arts de Belgique.
In der Antarktis tragen das Holtedahlfjella, ein Gebirge im Königin-Maud-Land, die Holtedahl Bay, eine Bucht an der Westküste des Grahamlands, und der Holtedahl Hill auf Deception Island seinen Namen. Er war seit 1912 verheiratet und hatte einen Sohn.

## Schriften
- Norges Geologi, 2 Bände, Norges Geologiske Undersøkelse, Band 164, Oslo, 1953 (auch ins Russische übersetzt, mit geologischer Karte 1:1 Million)
- Hvordan landet vårt ble til: en oversikt over Norges geologi, Oslo 1951, 3. Auflage 1968 (Wie unser Land war, populärwissenschaftlich über Norwegens Geologie)
- Herausgeber: Geology of Norway, Norges Geologiske Undersøkelser, Band 208, 1960